# Betula klokovii
Betula klokovii är en björkväxtart som beskrevs av Zaver. Betula klokovii ingår i släktet björkar, och familjen björkväxter.
Inga underarter finns listade.
Arten är endast känd från en mindre bergstrakt sydväst om staden Kremenets i Ternopil oblast i västra Ukraina. Exemplaren växer på torra kalkstensytor. De ingår i öppna trädgrupper eller är ensam stående.
Beståndet hotas av stenbrott, jorderosion och hydrologiska förändringar. Betula klokovii kan bild hybrider med vårtbjörk eller med andra björkar. IUCN listar arten som akut hotad (CR).